# Amerigo (brano musicale)
Amerigo è un brano scritto e interpretato da Francesco Guccini pubblicato nel 1978 nell'album Amerigo come title track.
L'importanza di questo brano nella discografia gucciniana si legge in ciò che ne dice l'autore stesso, il quale, parlando dell'album, afferma: «è la più bella, completa, finita, ricca di cose e forse una delle più belle che io abbia mai scritto».

## Il testo
La canzone parla del prozio Enrico, fratello del nonno di Francesco, il dedicatario dell'album Enrico Guccini, morto a Pàvana nel 1963, emigrato negli USA in cerca di lavoro (finì come operaio in miniera prima a New York, poi in Pennsylvania, Arkansas, Texas, Missouri) nei primi anni del '900 in un'America 'di sudore e di antracite', ben diversa dall'America di Paperino che aveva in mente il giovane cantautore: è su queste due Americhe che la canzone si svolge, in una descrizione-narrazione che porta avanti le due idee su binari paralleli, che in chiusa convergono (quell'uomo era il mio volto).
Il nome "Amerigo" funge da senhal per l'identificazione dello zio nel contesto della poetica gucciniana.
La canzone si apre con l'immagine del protagonista uscente dalla casa di Pàvana, nell'atto di chiudersi dietro la porta verde, un atto consueto che però nello specifico assume un valore eccezionale: infatti quel giorno partirà per l'America. La porta verde ritornerà anche nel brano Æmilia, nell'album Quello che non, costituendo un tòpos nell'opera del cantautore. Il legame al paese natale da parte dello zio, durante la sua trasferta statunitense, ma anche da parte dell'autore è sottolineato da un verso che recita Pàvana un ricordo lasciato tra i castagni dell'Appennino: il ritorno nel proprio paese era obiettivo di quasi tutti gli emigrati pavanesi.
Nell'espressione 'era già vecchio' Amerigo è mostrato con gli occhi dell'autore da bambino, quando lo zio era tornato a Pàvana visibilmente invecchiato per il durissimo lavoro in miniera, sofferente di problemi circolatori alle gambe, che lo portarono alla gangrena e poi alla morte.

## La musica
Anche le musiche, come i testi, sono di Francesco Guccini.